# Oliver Potratz

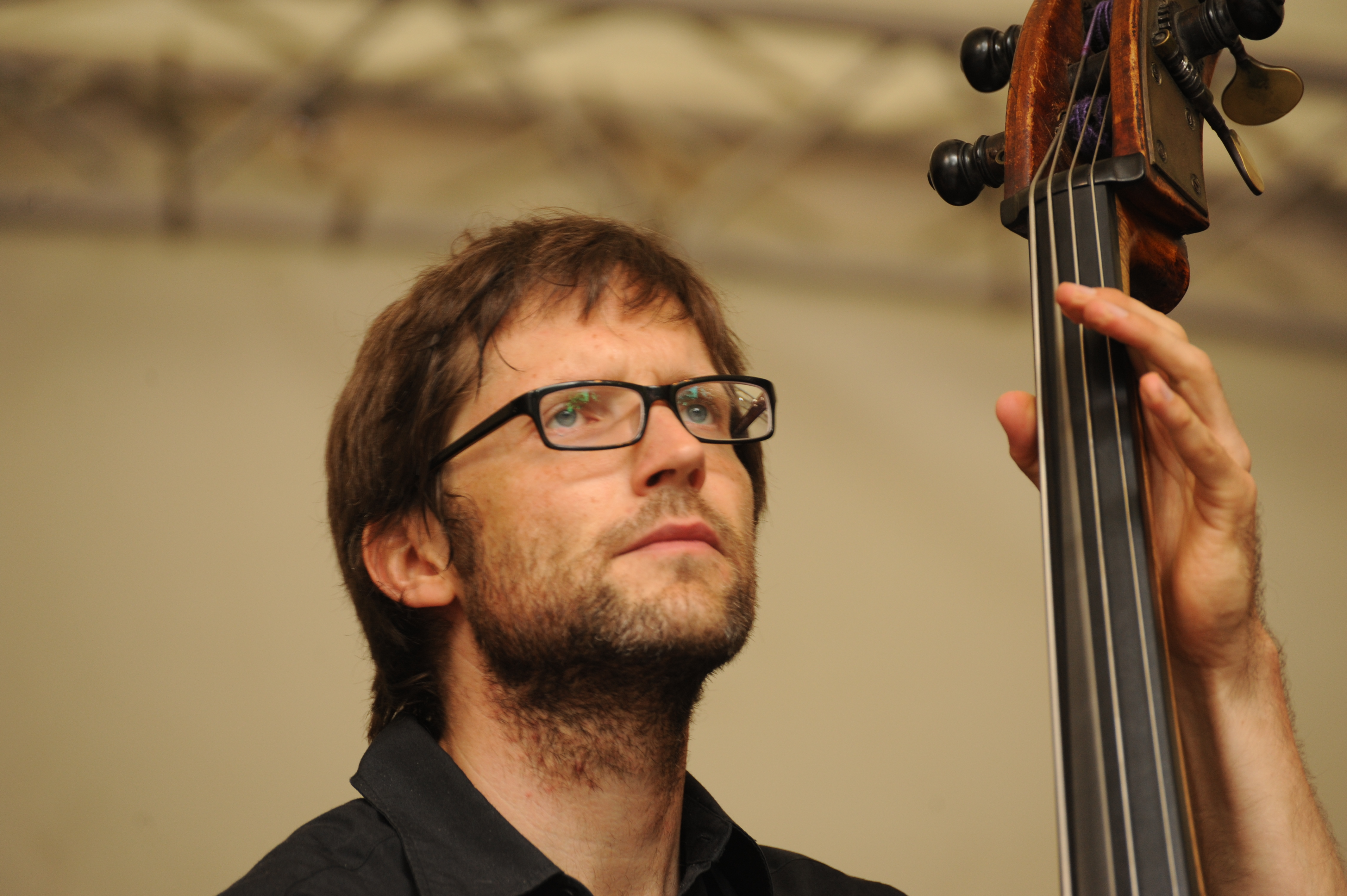
Oliver Potratz mit dem Carsten Daerr Trio im Garten des Liebieghauses in Frankfurt am Main am 14. August 2011

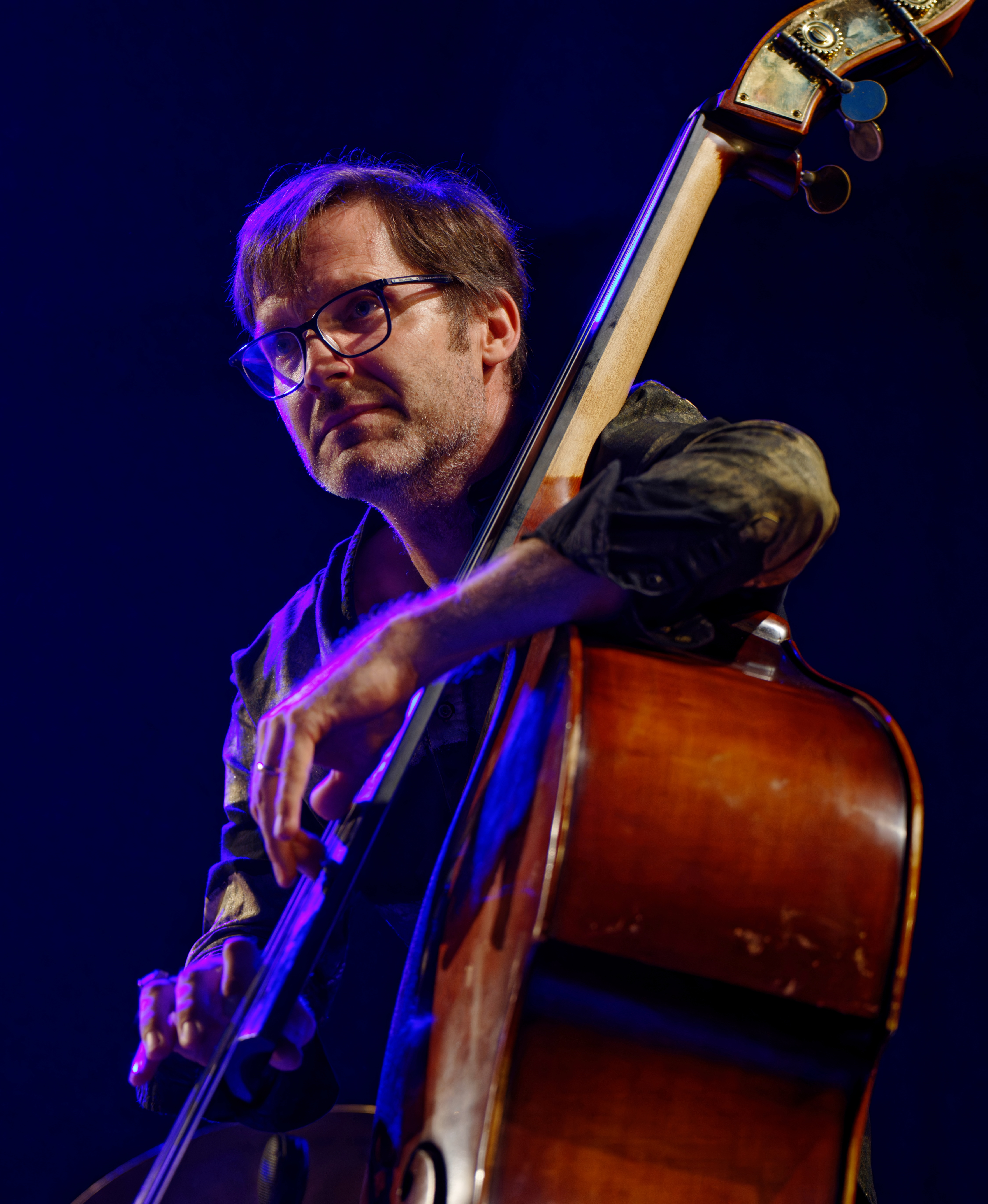
Oliver Potratz mit Shake Stew im Palmengarten Frankfurt am 24. August 2023

Oliver Potratz (* 29. Mai 1973 in Hamburg) ist ein deutscher Bassist des Modern Jazz und Interpret zeitgenössischer Musik.

## Leben und Wirken
Potratz erhielt ab dem zehnten Lebensjahr Geigenunterricht; mit 15 Jahren beschäftigte er sich zusätzlich auch mit dem E-Bass. 1994 kam der Kontrabass hinzu. Von 1995 bis 1999 studierte er klassischen Kontrabass an der Hochschule der Künste Berlin und anschließend Jazz bei Sigi Busch, David Friedman und Jerry Granelli. 2013 absolvierte er seinen Master in Jazz-Komposition am Jazzinstitut Berlin, bei John Hollenbeck und Greg Cohen mit der Auszeichnung „summa cum laude“. Er ist Mitglied mehrerer Ensembles, mit denen er Aufnahmen auf CD und für den Rundfunk einspielte und Tourneen durch die meisten europäischen Staaten, durch Japan, Taiwan, Korea, Israel, Süd- und Ostafrika, den Nahen und Mittleren Osten, Zentralasien, Mittelamerika, Südamerika, die Philippinen und Australien unternahm. Er spielte als Solist Zeitgenössische Werke mit dem Rundfunk-Sinfonieorchester Berlin, dem Konzerthausorchester Berlin, der Anhaltischen Philharmonie und den Bergischen Symphonikern.
Unter anderem war er Mitglied des Carsten Daerr Trios (mit Eric Schaefer), des Trios Klima Kalima (mit Kalle Kalima und Oliver Steidle) und der Gruppe Berlin Calling (mit Daniel Erdmann, Carsten Daerr, Ritsche Koch, Ronny Graupe und Sebastian Merk).  Zudem wirkt er zusammen mit dem Schlagzeuger Tilo Weber im 2017 formierten Generations Trio von David Friedman mit. Außerdem gehört er zum Ensemble für zeitgenössische Musik Work in Progress. Weitere musikalische Partner waren neben anderen Maurice de Martin, Mircea Tiberian, Tomasz Stańko, Bobby McFerrin, Gitte Hænning, Rolando Villazon, Antonis Anissegos, Christian Lillinger, Rolf Kühn, Philipp Gropper, Jiggs Whigham, Christopher Dell, John Schröder und Dirk Bleese.
2008 erhielt er mit der Band Klima Kalima den Neuen deutschen Jazzpreis.

## Diskographische Hinweise
- Maurice de Martin: Transylvaniana (mit Ulli Bartel, Antonio Palesano, Ben Abarbanel-Wolff, Iven Hausmann, Kalle Kalima, Gunnar Geisse, Mircea Tiberian und Tadeusz Sudnik), 2002
- Mircea Tiberian: Palindrome (mit Daniel Erdmann, Kalle Kalima und Peter Perfido), 2003
- Klima Kalima: Helsinki on My Mind, 2004
- Antonis Anissegos: Amoebas (mit Christian Weidner, Hayden Chisholm und Sebastian Merk), 2004
- Carsten Daerr/Daniel Erdmann: Berlin Calling, 2007
- Das rosa Rauschen: Schall und Wahn (mit Felix Wahnschaffe, John Schröder und Eric Schaefer), 2010
- Carsten Daerr Trio: Wide Angle, 2010
- Siiri Sisask: Lingua Mea (2011; mit Kristjan Randalu, Carsten Netz, Paul Wiltgen, Helenos String Quartet)
- Klima Kalima: Finn noir, 2013
- Laura Winkler & Wabi-Sabi Orchestra: Paper Clips, 2014
- Chimaira: There Is No Alternative (mit Philipp Gropper, John Schröder und Alex Huber), 2015
- Rolf Kühn: Spotlights, 2016
- Thärichens Hendrixperience Orchestra, 2016
- Gebhard Ullmann, Hans Lüdemann, Oliver Potratz, Eric Schaefer: mikroPULS (Intuition Records 2019)
- This Is Not My Dog (Klaeng Records 2021, mit Philipp Gropper, Daniel Böðvarsson, John Schröder, Christian Marien)
- Das Kondensat: Andere Planeten, mit Gebhard Ullmann, Liz Kosack, Eric Schaefer (WhyPlayJazz, 2023)[1]